# P盒
在密碼學中，一個P盒（Permutation-box，置換盒）是一個透過置換和轉置將替換盒（S-boxes）輸入進行位元洗牌的方法，在轉置的過程中保持一定程度的擴散。

一個64位元置換盒的例子。這例子儘量將所有的替換盒輸入的影響擴散到所有的替換盒輸出。

塊密碼大量使用S盒和P盒來使明文和密文之間的關係難以被看懂——參考夏農的混淆與擴散理論。置換盒通常分為三類：
- 壓縮性的——輸出位元數比輸入少
- 擴張性的——輸出位元數比輸入多
- 平直性的——輸出位元數等於輸入位元數

其中只有平直性的置換盒是可逆的。